# Aecht Schlenkerla Rauchbier
Aecht Schlenkerla Rauchbier é uma cerveja alemã produzida pela cervejaria Brauerei Heller, mais popularmente conhecida como Schlenkerla em Bamberg. Cada tipo dessa cerveja produzido, tem sabor e aroma fumarento, variando a intensidade de uma cerveja para a outra. Há três tipos: Urbock, Märzen e Rauchweizen.
A cervejaria produz também uma cerveja Helles.